# Carlos Carnicer
Carlos Carnicer Díez (Zaragoza, 11 de noviembre de 1948 - Zaragoza, 5 de abril de 2025) fue un abogado y jurista español. Fue presidente del Consejo General de la Abogacía Española entre 2001 y 2016.

## Biografía
Licenciado en derecho en 1971 por la Universidad de Zaragoza, Carnicer inició su carrera profesional como abogado en 1972. Fue profesor de la Escuela de Práctica Jurídica de dicha universidad desde 1979 hasta 2000, y decano del Real e Ilustre Colegio de Abogados de Zaragoza de 1991 a 2001, año en el que accedería a la presidencia del Consejo General de la Abogacía (CGAE), que mantiene en la actualidad. También es, desde 2002, presidente de la Unión Profesional, entidad que representa a las profesiones colegiadas en España.
Tras ser elegido en 2001 presidente del Consejo General de la Abogacía Española, el 27 de julio de 2006 fue reelegido para un nuevo mandato y el 14 de enero de 2011 obtuvo un nuevo respaldo electoral. En 2015 anunció que no se presentará a la reelección en las elecciones del 14 de enero de 2016.
Fue miembro nato del Consejo de Estado y formó parte de la Ponencia que estudiaba la Reforma Constitucional por encargo del presidente del Gobierno y de la Comisión para la Modernización del lenguaje jurídico.
Presidió, además, Unión Profesional que representa y agrupa a 33 Consejos Generales y Superiores y Colegios Profesionales de ámbito estatal que, juntos, aglutinan a más de 1000 colegios profesionales y cerca de millón y medio de profesionales liberales en todo el territorio estatal. Abarca los sectores jurídico, sanitario, económico, social, científico y técnico (arquitectura e ingenierías).
Su vocación internacionalista le llevó, además, a ser vicepresidente de la Unión Mundial de Profesiones Liberales (UMPL) y miembro del Comité Ejecutivo del Consejo Europeo de Profesiones Liberales (CEPLIS).
Fue profesor de la Escuela de Práctica Jurídica de la Facultad de Derecho de la Universidad de Zaragoza y consejero de la Comisión Jurídica del Gobierno de Aragón.
En su calidad de presidente del Consejo General de la Abogacía Española, Carnicer fue también miembro nato del Consejo de Estado, donde tomó posesión en septiembre de 2001. En 2004 recibió la gran cruz de la Orden de San Raimundo de Peñafort, máxima distinción que concede el Gobierno de España en el área de Justicia.
Carlos Carnicer fue “Premio Solera Aragonesa 2003”, “Premio Aragón 2006”, Premio “Aragonés del año 2012” que otorga El Periódico de Aragón y también recibió ese mismo año la medalla de Santa Isabel de Portugal, máximo reconocimiento que entrega la Diputación Provincial de Zaragoza. Ejerció de aragonés y fue una amante de la caza y de la pesca. “Vivo y estoy permanentemente en Aragón, aunque tenga que viajar fuera con mucha frecuencia por razón del cargo. Me gustaría pasar más tiempo en mi casa, en mi despacho, en mi tierra… aquí están mi casa y mis raíces, aquí “cargo las pilas” y cojo fuerzas para cuando estoy fuera… Cuando no estoy, lo que más echo en falta es el cierzo”.
Además de esas distinciones, tuvo la Medalla de Oro del Consejo Vasco de la Abogacía (1994), la Cruz de Honor de San Raimundo de Peñafort (1995), la Gran Cruz al Mérito en el Servicio a la Abogacía (2001), la medalla al Mérito Profesional concedida por el Gobierno de Aragón (2002), el Premio SCEVOLA a la deontología profesional (2003) y la Gran Cruz de San Raimundo de Peñafort (2004). También es Premio Solidario ONCE de Aragón (2014) y colegiado de honor del Colegio de Abogados de Cádiz (2015).